# Pterocaulon
Pterocaulon é um género botânico pertencente à família Asteraceae.

## Espécies
- Pterocaulon sphacelatum